# Agrotis graphiphorides
Agrotis graphiphorides là một loài bướm đêm trong họ Noctuidae.